# Бенёва, Моника
Моника Бенёва (словац. Monika Beňová, урождённая Валлеттова, Vallettová, в 2006—2017 годах — Флашикова-Бенёва, Flašíková Beňová; род. 15 августа 1968, Братислава) — словацкий политический деятель. Член партии «Направление — социальная демократия». Член президиума и квестор Европейского парламента с 2019 года, депутат Европейского парламента с 2004 года. В прошлом — депутат Национального совета Словакии (2002—2004).

## Биография
Родилась 15 августа 1968 года в Братиславе.
Окончила гимназию на улице Вазовова (ныне гимназия имени Яна Папанека) в Братиславе.
В 2000 году поступила на факультет политических наук и международных отношений Университета Матея Бела в городе Банска-Бистрица, который окончила в 2003 году со степенью бакалавра политологии. В том же году поступила в магистратуру, в 2005 году получила степень магистра международных отношений. В 2007 году получила докторскую степень.
В 1990—1992 годах работала ассистентом по маркетингу в компании Eurohaus. В 1992—1993 годах работала в компании SEILA, s.r.o. В 1993—1995 годах — директор компании Martin mangl, s.r.o. В 1993—1997 годах — генеральный директор компании Reebok Slovensko. В 1995—1996 годах — директор компании Shoe World, s.r.o. В 1996—1998 — совладелец и исполнительный директор компании Planet Sport, s.r.o. В 1996 году стала соучредителем и администратором фонда «Маленький принц» (Nadácia Malý princ) для детей из детских домов и детей, подвергшихся насилию.
В 1997 году — генеральный директор радиостанции Radio Koliba, которая в 1996 году получила лицензию на вещание в Братиславе и Банска-Бистрице. Совладельцем радиостанции являлся Федор Флашик (Fedor Flašík), директор рекламного агентства Donar, имевшего тесные связи с правящим Движением за демократическую Словакию (HZDS). Флашик был одним из главных организаторов кампании HZDS на парламентских выборах 1994 года и написал предвыборную песню партии «Виват, Словакия!» (Vivat Slovakia).
В 1998—1999 годах — генеральный директор компании WA SLOVAKIA, s.r.o.
В 1998—1999 годах стала соучредителем и администратором фонда «Солидарность» (Nadácia Solidarita) для помощи пожилым и брошенным людям и социальной поддержки семей.
Помимо родного словацкого, владеет английским, немецким и русским языками.

## Политическая карьера
В 1999 году вместе с будущим мужем Федором Флашиком стала сооснователем партии «Направление» (SMER), которую возглавил Роберт Фицо. В 2001—2006 годах — заместитель председателя партии «Направление».
По результатам парламентских выборов 2002 года избрана депутатом Национального совета Словакии. Была председателем Комитета по вопросам европейской интеграции, членом Комитета по окружающей среде и охране природы, заместителем председателя
постоянной делегации парламента в Совместном парламентском комитете Европейского союза и Словацкой Республики, членом постоянной делегации наблюдателей парламента в Европейском парламенте. Покинула национальный парламент после избрания в Европейский парламент. Её место занял Петер Оремус.
В 2005—2013 годах — член представительства Братиславского самоуправляемого края. В 2006 году стала заместителем губернатора (жупана) края.
В 2006 года баллотировалась на выборах мэра Братиславы и проиграла действующему мэру Андрею Дюрковскому.
В 2013 году баллотировалась на выборах председателя Братиславского самоуправляемого края и проиграла действующему председателю Паволу Фрешо.
По результатам выборов 2004 года избрана депутатом Европейского парламента. Переизбрана на выборах 2009, 2014 и 2019 годов.
Моника Флашикова-Бенёва референдум о статусе Крыма 2014 года интерпретировала как проявление воли местного населения.
В июле 2017 года избрана квестором Европейского парламента, получила 391 голос депутатов. Квесторы входят в президиум.

## Личная жизнь
В 1987 году вышла замуж за спортивного журналиста Мартина Бенё (Martin Beňo; род. 1963), который умер в 2004 году. К тому времени пара ещё состояла в браке, но уже не жили вместе. У пары остался сын Мартин (род. 1988).
20 мая 2006 года вышла замуж за Федора Флашика (Fedor Flašík; род. 1958). Они развелись в 2017 году.
1 ноября 2020 года родила второго ребёнка — дочь Лею (Lea).